# Gare de Gyömöre-Tét
La gare de Gyömöre-Tét (en hongrois : Gyömöre-Tét vasútállomás) est une halte ferroviaire hongroise, située à Gyömöre.